# Hemiparazita
A hemiparazita vagy félélősködő olyan parazita növény, ami természetes körülmények között a gazdanövényen élősködik, de emellett fotoszintézist is folytat. Előfordulhat, hogy csak vizet és ásványi anyagokat von el a gazdanövénytől, de a legtöbb félparazita növény a számára szükséges szerves anyagokat is részben a gazdanövénytől szerzi be.
A félélősködők további sajátossága a teljesen a gazdanövényre utalt holoparazitákkal szemben, hogy ritkán ragaszkodnak egyetlen gazdafajhoz. Például a fán lakó örökzöld fehér fagyöngy több mint 450 fásszárú növényen képes megtelepedni, hogy hausztóriumai (szívófonalai) segítségével vizet és ásványi anyagokat szívjon abból. Egyes félparazita fajok még azonos fajú gazdanövényen is meg tudnak telepedni.
A hemiparazita növények meghatározását megnehezíti, hogy a termőhely jellege, illetve évszak szerint ugyanazon faj egyedei nagyon eltérőek is lehetnek. Ez a jelenség a szezonális polimorfizmus, avagy évszakos többalakúság. A szezonpolimorf fajok egyes fejlődési alakjait régen gyakran eltérő változatnak, vagy akár alfajnak tekintették.
Egyes félélősködök csak életük bizonyos szakaszában, például a szaporodás idején vannak gazdanövényre ráutalva, így például a csörgő kakascímer is csak „fakultatív” gyökérparazita, míg a teljes éltében gazdanövényre szoruló, és ugyancsak gyökérparazita Ausztrál-karácsonyfa, valamint a szárparazita fagyöngy is „obligát”, tehát az élősködő növény nem képes életciklusát befejezni a gazdanövénye nélkül.
Esetenként a gazdanövényre előnyös is lehet a félparazita jelenléte, amikor például hozzájárul a talaj javításához.

## Példák hemiparazita növényekre
Hemiparazita többek közt az Ausztrál-karácsonyfa, az örökzöld fehér fagyöngy. A hajtás- illetve gyökérparazita szantálfavirágúak rendjének  fajai is többnyire félélősködők, mint a fakínfélék családjának számos faja, köztük a névadó fakín vagy sárgafagyöngy is.